# Crassispira trencarti
Crassispira trencarti é uma espécie de gastrópode do gênero Crassispira, pertencente a família Pseudomelatomidae.